# Re-Main
Re-Main ist eine Anime-Fernsehserie des Studios MAPPA aus dem Jahr 2021. Sie erzählt von einem in der Mittelschule erfolgreichen Wasserballspieler, der nach einem Gedächtnisverlust seine Karriere noch einmal von Null an aufbauen muss. Die Serie ist den Genres Sport und Drama zuzuordnen und wurde auch international veröffentlicht.

## Handlung
In der Mittelschule ist Minato Kiyomizu (清水 みなと) mit dem Wasserball-Klub seiner Schule bis in die Landesmeisterschaften gekommen. Gemeinsam konnten sie die Meisterschaft gewinnen, wurden landesweit bekannt und als neue Hoffnung des Sports gehandelt. Doch nach dem Spiel wird Minato bei einem von seiner Mutter verursachten Unfall schwer verletzt und liegt über 200 Tage im Koma. Als er schließlich wieder erwacht, hat er alle Erinnerungen an die drei Jahre der Mittelschule und an Wasserball verloren – er ist wieder wie ein Sechstklässler und hält sich zunächst auch für einen. Nach der Rehabilitation soll er auf die Oberschule gehen, auch wenn ihm das nach allem, was er vergessen hat, noch schwerfällt. Dann trifft er auf Eitarō Oka (岡 栄太郎), der ihn aus dem Wasserballklub der Mittelschule kennt und ihn wieder für Wasserball motivieren will. Auch Jō Jōjima (城島 譲), Chef des Wasserballklubs an Minatos neuer Schule, will das vermeintliche Genie für sich gewinnen. Minato lehnt strikt ab, weil er alles vergessen hat und sich seine früheren Leistungen nicht zutraut. An einer benachbarten Mittelschule trifft er zufällig auf Chinu Kawakubo (川窪 ちぬ). Das Mädchen ist inzwischen eine landesweit bekannte Wasserball-Spielerin und küsst ihn unversehens. Dies war der Preis für eine Wette, die Minato mit Gewinn der Landesmeisterschaft gewonnen hat. Sie verrät ihm auch eine weitere Wette, die sie abgeschlossen haben: Sollte Minato in der Oberschule erneut gewinnen, gehen sie aus, ansonsten müsse er ihr viel Geld bezahlen. Da er so viel Geld nie auftreiben kann, tritt Minato doch dem Klub bei. Er macht aber deutlich, dass sie nicht sein früheres Können von ihm erwarten sollen.
Auch der Draufgänger Takekazu Ejiri (江尻 武一) und die Sport-Neulinge Yutaka Babayaro Inomata (猪俣 ババヤロ 豊) und Yoshiharu Ushimado (牛窓 善晴) treten dem Klub bei. Da zu Beginn Jōjima allein war, sind sie zusammen mit Eitarō noch immer einer zu wenig, um an Spielen teilnehmen zu können. So bemühen sie sich gemeinsam um Shūgo Amihama (網浜 秀吾), der als Schwimmer erfolgreich war. Aber der lehnt vehement ab. Erst als Minato von seinen alten Kameraden aus der Mittelschule besucht wird, stimmt Amihama doch zu – denn unter den Kameraden war auch sein älterer Bruder Riku Momosaki, dem Amihama schon immer nacheifert und den er unbedingt in einem Sport schlagen will. Da Momosaki noch immer zu Minato aufsieht, den er in der Mittelschule als seinen Rivalen angesehen hat, will Amihama nun den Klub nutzen, um mit Minatos Hilfe zu seinem Bruder aufzuschließen. Im Training zeigt sich allerdings, dass Minato tatsächlich all sein Talent und Können verloren hat. Ihr erstes Testspiel gegen eine Grundschulmannschaft verlieren die sieben haushoch. Auch wenn ihn das zunächst in eine persönliche Krise stürzt, erkennt Minato dann, dass er sich alles nur durch hartes Training erarbeitet hat und er das auch wiederholen kann – mit Hilfe seiner alten Aufzeichnungen. In diesen entdeckt er aber auch eine andere Seite an sich: egoistisch und rücksichtslos gegenüber anderen Spielern. Als er nachhakt, bestätigt ihm auch Eitarō, das der frühere Minato viele seiner Mitschüler verletzt hat. Und auch Chinu verrät ihm, dass sie Minato eigentlich gehasst hat. Denn er hat ihren Bruder mit seinem Verhalten aus dem Wasserball vertrieben. Die zweite Wette, wegen der Minato in den Klub eingetreten ist, hatte sie sich nur ausgedacht, um sich zu rächen. Zwar ist Minato froh und ihr dankbar, wieder Wasserball zu spielen, doch bringen diese Offenbarungen plötzlich seine alten Erinnerungen zurück. Verwirrt und überfordert gerät er mit dem Fahrrad in einen Unfall und wird erneut am Kopf verletzt. Danach hat er zwar all seine Erinnerungen aus der Mittelschule zurück, doch an das letzte Jahr im neuen Klub kann er sich nicht mehr erinnern. Auch seine Persönlichkeit ist wieder so egoistisch und rücksichtslos wie in der Mittelschule.
Den neuen Klub lehnt Minato nun ab – er sieht sich wieder als der Landesmeister, der er in seinen letzten Erinnerungen ist. Doch in das alte Team von damals kann er nicht zurück, da ihm das Training fehlt und die anderen sportlich längst viel weiter sind. Dennoch hält sein alter Trainer Minato immer noch hoch in Ehren, was Momosaki als neuen Star der Mannschaft kränkt, da er seinen Rivalen auch in der Gunst des Trainers längst ablösen wollte. Auch wird klar, dass es der Trainer war, der Minato in der Mittelschule egoistisch und rücksichtslos werden ließ, damit er das Ass der Mannschaft werden konnte. So stößt Minato zunächst seine neuen Freunde und seine Familie vor den Kopf, die sich nun, vor allem seine Mutter, große Vorwürfe machen. Und Chinu, die sich über den veränderten Minato gefreut hatte und nun wieder den von ihr verhassten Egoisten erlebt. Dann aber findet er eine Videoaufnahme seines Ich aus dem vergessenen Jahr, in dem ihm sein neuer Klub vorgestellt wird mit der Bitte, darin weiterzumachen und statt auf sich allein auf die gemeinsame Leistung aller zu setzen. Zunächst widerwillig geht Minato auf die Bitte seines vergessenen Ichs ein und geht wieder zum Klub. Er muss eingestehen, dass er nicht mehr so ein guter Sportler ist wie früher und mit anderen zusammenarbeiten muss. Allen im Klub gibt er ein auf sie zugeschnittenes Trainingsprogramm und sich selbst ein besonders hartes, um an seine früheren Leistungen wieder heranzukommen. Bald erkennt er an, dass die anderen zwar nicht so trainiert und erfahren sind, aber viel Engagement zeigen. Als das Lokalturnier dann stattfindet, treten sie zunächst gegen die benachbarte Schule an, gegen deren Grundschulmannschaft sie im Testspiel verloren haben. Während die anderen, sonst immer die letzten bei den Meisterschaften, endlich mit einem Sieg rechnen, werden sie am Ende doch noch knapp geschlagen, weil Minato sich auf Teamspiel besinnt. Schließlich treten sie gegen Minatos alte Mannschaft an, die unbesiegbar stärker ist. Doch kurz vor Schluss können sie zumindest ein einziges Tor machen, weil Minato Ushimado als schwächstem, aber deswegen auch ungedecktem Spieler den Ball für den Torschuss überlässt.

## Produktion und Veröffentlichung
Die Serie entstand bei Studio MAPPA unter der Regie von Masafumi Nishida, der auch Hauptautor war und die Drehbücher schrieb. Neben ihm führte auch Kiyoshi Matsuda Regie. Das Charakterdesign wurde entworfen von Kaori Futō und Shiho Tanaka; die künstlerische Leitung lag bei Atsushi Morikawa. Die Tonarbeiten leitete Masafumi Nishida und für die Kameraführung war Hyo Gyu Park verantwortlich.
Die 12 Folgen der Serie wurden vom 3. Juli bis zum 3. Oktober 2021 von TV Asahi in Japan ausgestrahlt. Eine englische Synchronfassung wurde von Funimation Entertainment veröffentlicht. Die Plattform Wakanim brachte den Anime parallel zur japanischen Ausstrahlung per Streaming heraus, mit Untertiteln unter anderem auf Deutsch und Russisch. Funimation streamte die Serie in Lateinamerika und Amazon Prime Video in Italien.

### Synchronisation
| Rolle                   | japanischer Sprecher (Seiyū) |
| ----------------------- | ---------------------------- |
| Minato Kiyomizu         | Yūto Uemura                  |
| Eitarō Oka              | Kōtarō Nishiyama             |
| Jō Jōjima               | Subaru Kimura                |
| Chinu Kawakubo          | Lynn                         |
| Shūgo Amihama           | Sōma Saitō                   |
| Takekazu Ejiri          | Makoto Furukawa              |
| Yutaka Babayaro Inomata | Tasuku Hatanaka              |
| Yoshiharu Ushimado      | Daisuke Hirose               |

### Musik
Die Musik der beiden Serien komponierte Kana Utatane. Das Vorspannlied ist Forget Me Not von Enhypen und der Abspann wurde unterlegt mit dem Lied Kowareta Sekai no Byōshin wa von Shugo Nakamura.